# Partecipanti alla Bredene Koksijde Classic 2023
Elenco dei partecipanti alla Bredene Koksijde Classic 2023.
La Bredene Koksijde Classic 2023 è stata la ventunesima edizione della corsa. Alla competizione presero parte venti squadre: sette con licenza UCI World Tour 2023, dieci UCI ProTeam e tre UCI Continental Team.
Partenza con 131 cilcisti accreditati.

## Corridori per squadra
Nota: R ritirato, NP non partito, FT fuori tempo, SQ squalificato
| UAE Team Emirates        | UAE Team Emirates        | UAE Team Emirates        | Soudal Quick-Step          | Soudal Quick-Step          | Soudal Quick-Step          | Alpecin-Deceuninck     | Alpecin-Deceuninck      | Alpecin-Deceuninck     |
| ------------------------ | ------------------------ | ------------------------ | -------------------------- | -------------------------- | -------------------------- | ---------------------- | ----------------------- | ---------------------- |
| N°                       | Ciclista                 | Clas.                    | N°                         | Ciclista                   | Clas.                      | N°                     | Ciclista                | Clas.                  |
| 1                        | Pascal Ackermann         | 2°                       | 11                         | Tim Merlier                | 22°                        | 21                     | Ayco Bastiaens          | 78°                    |
| 2                        | Rui Oliveira             | 67°                      | 12                         | Josef Černý                | R                          | 22                     | Lionel Taminiaux        | 4°                     |
| 3                        | Ryan Gibbons             | 56°                      | 13                         | Jannik Steimle             | 55°                        | 23                     | Jonas Rickaert          | 90°                    |
| 4                        | Sjoerd Bax               | 88°                      | 14                         | Martin Svrček              | 45°                        | 24                     | Jakub Mareczko          | 5°                     |
| 5                        | Mikkel Bjerg             | 80°                      | 15                         | Bert Van Lerberghe         | 35°                        | 25                     | Edward Planckaert       | 73°                    |
| 6                        | Vegard Stake Laengen     | 84°                      | 16                         | Stan Van Tricht            | 44°                        | 26                     | Jensen Plowright        | 28°                    |
| 7                        | Juan Sebastián Molano    | 7°                       | 17                         | Ethan Vernon               | 33°                        | 27                     | Senne Leysen            | R                      |
| Intermarché-Circus-Wanty | Intermarché-Circus-Wanty | Intermarché-Circus-Wanty | Team Arkéa-Samsic          | Team Arkéa-Samsic          | Team Arkéa-Samsic          | Trek-Segafredo         | Trek-Segafredo          | Trek-Segafredo         |
| N°                       | Ciclista                 | Clas.                    | N°                         | Ciclista                   | Clas.                      | N°                     | Ciclista                | Clas.                  |
| 31                       | Dries De Pooter          | 64°                      | 41                         | Hugo Hofstetter            | R                          | 51                     | Marc Brustenga          | R                      |
| 32                       | Julius Johansen          | 79°                      | 42                         | Louis Barré                | 72°                        | 52                     | Emīls Liepiņš           | 53°                    |
| 33                       | Madis Mihkels            | NP                       | 43                         | Anthony Delaplace          | 49°                        | 53                     | Thibau Nys              | 62°                    |
| 34                       | Laurenz Rex              | 58°                      | 44                         | David Dekker               | 21°                        | 54                     | Edward Theuns           | 10°                    |
| 35                       | Baptiste Planckaert      | 74°                      | 45                         | Daniel McLay               | 50°                        | 55                     | Mathias Vacek           | 52°                    |
| 36                       | Gerben Thijssen          | 1°                       | 46                         | Łukasz Owsian              | 61°                        |                        |                         |                        |
| 37                       | Boy van Poppel           | 51°                      | 47                         | Andrij Ponomar             | R                          |                        |                         |                        |
| Team DSM                 | Team DSM                 | Team DSM                 | Lotto Dstny                | Lotto Dstny                | Lotto Dstny                | Uno-X Pro Cycling Team | Uno-X Pro Cycling Team  | Uno-X Pro Cycling Team |
| N°                       | Ciclista                 | Clas.                    | N°                         | Ciclista                   | Clas.                      | N°                     | Ciclista                | Clas.                  |
| 61                       | Sam Welsford             | 3°                       | 71                         | Victor Campenaerts         | R                          | 81                     | Fredrik Dversnes        | 83°                    |
| 62                       | Tobias Lund Andresen     | 59°                      | 72                         | Cédric Beullens            | 23°                        | 82                     | Stian Fredheim          | 38°                    |
| 63                       | Patrick Eddy             | 69°                      | 73                         | Brent Van Moer             | 54°                        | 83                     | Tord Gudmestad          | 46°                    |
| 64                       | Leon Heinschke           | 71°                      | 74                         | Michael Schwarzmann        | 70°                        | 84                     | Kristoffer Halvorsen    | 9°                     |
| 65                       | Sean Flynn               | 8°                       | 75                         | Rüdiger Selig              | 6°                         | 85                     | Louis Bendixen          | 85°                    |
| 66                       | Tim Naberman             | 47°                      | 76                         | Liam Slock                 | 41°                        | 87                     | Martin Urianstad        | 86°                    |
|                          |                          |                          | 77                         | Florian Vermeersch         | R                          |                        |                         |                        |
| Israel-Premier Tech      | Israel-Premier Tech      | Israel-Premier Tech      | TotalEnergies              | TotalEnergies              | TotalEnergies              | Bingoal WB             | Bingoal WB              | Bingoal WB             |
| N°                       | Ciclista                 | Clas.                    | N°                         | Ciclista                   | Clas.                      | N°                     | Ciclista                | Clas.                  |
| 91                       | Guy Sagiv                | 43°                      | 101                        | Edvald Boasson Hagen       | 17°                        | 111                    | Louis Blouwe            | 29°                    |
| 92                       | Itamar Einhorn           | 12°                      | 103                        | Émilien Jeannière          | 34°                        | 112                    | Nathan Vandepitte       | 13°                    |
| 94                       | Riley Pickrell           | 63°                      | 104                        | Lorrenzo Manzin            | 82°                        | 113                    | Matteo Malucelli        | 15°                    |
| 95                       | Jens Reynders            | 37°                      | 105                        | Jason Tesson               | R                          | 114                    | Alexander Salby         | R                      |
| 96                       | Roi Weinberg             | R                        | 106                        | Dries Van Gestel           | R                          | 115                    | Luca Van Boven          | 30°                    |
| 97                       | Tom Van Asbroeck         | 18°                      | 107                        | Mattéo Vercher             | 76°                        | 116                    | Guillaume V. Keirsbulck | R                      |
|                          |                          |                          |                            |                            |                            | 117                    | Karl Patrick Lauk       | 77°                    |
| Team Flanders-Baloise    | Team Flanders-Baloise    | Team Flanders-Baloise    | Human Powered Health       | Human Powered Health       | Human Powered Health       | Corratec Selle Italia  | Corratec Selle Italia   | Corratec Selle Italia  |
| N°                       | Ciclista                 | Clas.                    | N°                         | Ciclista                   | Clas.                      | N°                     | Ciclista                | Clas.                  |
| 121                      | Noah Vandenbranden       | R                        | 131                        | Sasha Weemaes              | R                          | 141                    | Antonio Barać           | R                      |
| 122                      | Alex Colman              | 24°                      | 132                        | Adam de Vos                | R                          | 142                    | Charlie Quarterman      | R                      |
| 123                      | Ruben Apers              | 48°                      | 133                        | August Jensen              | 19°                        | 143                    | Nicolas Dalla Valle     | R                      |
| 124                      | Tuur Dens                | 89°                      | 136                        | Gijs Van Hoecke            | 40°                        | 144                    | Giulio Masotto          | R                      |
| 125                      | Milan Fretin             | R                        | 137                        | Matthew Gibson             | R                          | 145                    | Lorenzo Quartucci       | R                      |
| 126                      | Aaron Verwilst           | R                        |                            |                            |                            | 146                    | Etienne van Empel       | 42°                    |
| 127                      | Jules Hesters            | R                        | 147                        | Samuele Zambelli           | R                          |                        |                         |                        |
| Q36.5 Pro Cycling Team   | Q36.5 Pro Cycling Team   | Q36.5 Pro Cycling Team   | Team Novo Nordisk          | Team Novo Nordisk          | Team Novo Nordisk          | Tarteletto-Isorex      | Tarteletto-Isorex       | Tarteletto-Isorex      |
| N°                       | Ciclista                 | Clas.                    | N°                         | Ciclista                   | Clas.                      | N°                     | Ciclista                | Clas.                  |
| 151                      | Fabio Christen           | R                        | 171                        | Joonas Henttala            | R                          | 181                    | Timothy Dupont          | 20°                    |
| 153                      | Kamil Małecki            | 81°                      | 172                        | Declan Irvine              | R                          | 182                    | Torsten Demeyere        | R                      |
| 154                      | Tom Devriendt            | 68°                      | 173                        | Matyáš Kopecký             | 31°                        | 183                    | Jonas Geens             | R                      |
| 155                      | Nicolò Parisini          | 75°                      | 174                        | Péter Kusztor              | R                          | 184                    | Andreas Goeman          | 66°                    |
| 156                      | Szymon Sajnok            | 14°                      | 175                        | Andrea Peron               | 16°                        | 185                    | Thomas Joseph           | 27°                    |
| 157                      | Nickolas Zukowsky        | 57°                      | 176                        | Robbe Ceurens              | R                          | 186                    | Thibau Verhofstadt      | R                      |
|                          |                          |                          | 177                        | Logan Phippen              | R                          | 187                    | Mauro Verwilt           | R                      |
| TDT-Unibet               | TDT-Unibet               | TDT-Unibet               | VolkerWessels Cycling Team | VolkerWessels Cycling Team | VolkerWessels Cycling Team |                        |                         |                        |
| N°                       | Ciclista                 | Clas.                    | N°                         | Ciclista                   | Clas.                      |                        |                         |                        |
| 191                      | Joren Bloem              | 25°                      | 201                        | Jord Baak                  | R                          |                        |                         |                        |
| 192                      | Davide Bomboi            | 36°                      | 202                        | Zak Coleman                | 32°                        |                        |                         |                        |
| 193                      | Jordy Bouts              | R                        | 203                        | Nick van der Meer          | 26°                        |                        |                         |                        |
| 194                      | Martijn Budding          | 11°                      | 204                        | D. van Sintmaartensdijk    | R                          |                        |                         |                        |
| 195                      | Tomáš Kopecký            | 65°                      | 205                        | Timo de Jong               | 87°                        |                        |                         |                        |
| 196                      | Abram Stockman           | 39°                      | 206                        | Coen Vermeltfoort          | 60°                        |                        |                         |                        |
| 197                      | Yentl Vandevelde         | R                        | 207                        | Thimo Willems              | R                          |                        |                         |                        |